# Al Jefferson
AL Jefferson (Monticello, Mississippi, 4. siječnja 1985.) američki je profesionalni košarkaš. Igra na poziciji krilnog centra, a može igrati i centra. Trenutačno je član NBA momčadi Charlotte Bobcatsa. Izabran je u 1. krugu (15 ukupno) NBA drafta 2004. od strane Boston Celticsa. 

## Srednja škola
Jefferson je od 2000. do 2004. pohađao srednju školu "Prentiss High School" u Prentissu, saveznoj državi Mississippi. U posljednjoj sezoni u prosjeku je postizao 42.6 poena, 18 skokova i 7 blokada, i na kraju osvojio nagradu "Mississippi Mr. Basketball". Mnogi lokalni ljudi tog grada nazivaju ga "najvećim stvorom kojeg su ikad vidjeli".

## NBA

### Boston Celtics
Izabran je kao petnaesti izbor NBA drafta 2004. od strane Boston Celticsa i time postavši prvi igrač kojeg su Celticsi izravno draftirali iz srednje škole. U svojoj rookie sezoni igrao je na poziciji krilnog centra i u prosjeku postizao 6.7 poena i 4.4 skoka za 14.8 odigranih minuta. Jeffersonu je sezona 2005./06. bila razočaravajuća zbog niza manjih ozljeda gležnja i ozljede meniskusa desnog koljena. Na kraju je ukupno odigrao 59 utakmica i u prosjeku postizao 7.9 poena i 5.1 skok za 18.0 odigranih minuta. 
Jefferson je završetkom sezone 2005./06. unajmio osobnog kuhara i nakon toga izgubio oko 14 kilograma. Nakon što je s bolovima u zglobu nastupio na Ljetnoj ligi u Las Vegasu, Jefferson je podvrgnut CT pregledu. Na njemu se vidjelo oštećenje zgloba i Jefferson je u kolovozu podvrgnut operativnom zahvatom kojim treba u zglobu počistiti okrhnute komadiće kosti. Nakon četvrte utakmice sezone morao je na operaciju slijepog crijeva i zbog toga je propustio narednih sedam utakmica. 
Iako su njegove brojke i minutaža porasle (9.3 poena i 7.0 skokova za 22.0 odigrane minut) u odnosnu na prošlu sezonu, Jefferson je ozljedama startnog centra Kendricka Perkinsa i ozljedama pričuvnih centara Michaela Olowokandia i Thea Ratliffa zauzeo mjesto u startnoj petorci Celticsa. Tijekom sljedećih sedam utakmica u prvoj petorci u prosjeku je postizao 16.3 poena i 11.1 skokova za 33.7 odigranih minuta. U prosincu je protiv New Jersey Netsa postigao tadašnji učinak karijere od 29 poena i 14 skokova. U sljedećih pet utakmica je postizao više od 20 poena i Celticsi su u tom razdoblju napravili omjer 5-0. U ožujku je ponovo protiv New Jersey Netsa s 32 poena popravio učinak karijere, te je na kraju izabran za Igrača tjedna Istočne konferencije. 

### Minnesota Timberwolves
Jefferson je prije početka nove sezone zajedno s Ryanom Gomesom, Geraldom Greenom, Theom Ratliffom, Sebastianom Telfairom i izborom prvog kruga drafta 2009. godine, mijenjan u Minnesotu Timberwolvese za Kevina Garnetta. Odmah nakon dolaska u T'Wolvese potpisao je petogodišnji ugovor vrijedan 65 milijuna američkih dolara. U svojoj prvoj sezoni u T'Wolvesima preuzeo je ulogu najboljeg igrača i vođe momčadi. Odigrao je svih 82 utakmice regularnog dijela sezone i predvodio je momčad s 21 poenom i 11 skokova u prosjeku. Bio je jedan od samo četvorice igrača sezone, uz Dwighta Howarda, Carlosa Boozera i Antawna Jamisona, koji su bilježili više od 20 poena i 10 skokova u prosjeku. Jefferson je učinak karijere od 40 poena i 19 skokova postigao protiv New Jersey Netsa. Netsi su vodili s 95:88 minutu i 19 sekundi prije kraja, a onda su T'Wolvesi serijom 10-0 ipak uspjeli osigurati osmu pobjedu sezone. 
Za Jeffersona je sezona 2008./09. bila statistički najuspješnija u karijeri. U prosjeku je postizao 23 poena, 11 skokova i 1.7 blokada po utakmici. Međutim, svoju novu sezonu završio je ranije zbog puknuća prednjih križnih ligamenta koljena protiv New Orleans Hornetsa. Kada je Jefferson pokazao znakove oporavka, Timberwolvesi su imali skor 17-33, a tokom njegove ozljede skor je bio 7-25. 
13. siječnja 2010. Jefferson je zabilježio rekord u historiji Minnesota Timberwolvesa. On je u susretu protiv Houston Rocketsa upisao 26 skokova, ali ta informacija nije toliko impresivna jer su odigrana tri produžetka. Rekord je poslije nadmašio Kevin Love s 31 skokom.

### Utah Jazz
13. srpnja 2010. Jefferson je mijenjan u Utah Jazz za dva buduća pika prve runde drafta i Kostu Koufosa.

### Charlotte Bobcats
4. srpnja 2013. Jefferson je potpisao trogodišnji ugovor s Charlotte Bobcatsima, vrijedan 40.5 milijuna dolara.

## NBA statistika

### Regularni dio
| Godina    | Klub      | Odig. uta. | Uta. poč. | Min. | 2P%  | 3P%  | Sl. bac.% | Skok. | Asist. | Ukr. lop. | Blok. | Poena |
| --------- | --------- | ---------- | --------- | ---- | ---- | ---- | --------- | ----- | ------ | --------- | ----- | ----- |
| 2004./05. | Boston    | 71         | 1         | 14.8 | .528 | .000 | .630      | 4.4   | .3     | .3        | .8    | 6.7   |
| 2005./06. | Boston    | 59         | 7         | 18.0 | .499 | .000 | .642      | 5.1   | .5     | .5        | .8    | 7.9   |
| 2006./07. | Boston    | 69         | 60        | 33.6 | .514 | .000 | .681      | 11.0  | 1.3    | .7        | 1.5   | 16.0  |
| 2007./08. | Minnesota | 82         | 82        | 35.6 | .500 | .000 | .721      | 11.1  | 1.4    | .9        | 1.5   | 21.0  |
| 2008./09. | Minnesota | 50         | 50        | 36.7 | .497 | .000 | .738      | 11.0  | 1.6    | .8        | 1.7   | 23.1  |
| 2009./10. | Minnesota | 76         | 76        | 32.4 | .498 | .000 | .680      | 9.3   | 1.8    | .8        | 1.3   | 17.1  |
| 2010./11. | Utah      | 82         | 82        | 35.9 | .496 | .000 | .761      | 9.7   | 1.8    | .6        | 1.9   | 18.6  |
| 2011./12. | Utah      | 61         | 61        | 34.0 | .492 | .250 | .774      | 9.6   | 2.2    | .8        | 1.7   | 19.2  |
| 2012./13. | Utah      | 78         | 78        | 33.1 | .494 | .118 | .770      | 9.2   | 2.1    | 1.0       | 1.1   | 17.8  |
| Ukupno    |           | 628        | 497       | 30.6 | .500 | .071 | .717      | 9.0   | 1.5    | .7        | 1.4   | 16.4  |

### Doigravanje
| Godina | Klub   | Odig. uta. | Uta. poč. | Min. | 2P%  | 3P%  | Sl. bac.% | Skok. | Asist. | Ukr. lop. | Blok. | Poena |
| ------ | ------ | ---------- | --------- | ---- | ---- | ---- | --------- | ----- | ------ | --------- | ----- | ----- |
| 2005.  | Boston | 7          | 0         | 19.4 | .415 | .000 | .750      | 6.4   | .3     | .6        | 1.1   | 6.1   |
| 2012.  | Utah   | 4          | 4         | 35.3 | .529 | .000 | .250      | 8.5   | 2.5    | 1.3       | .8    | 18.3  |
| Ukupno |        | 11         | 4         | 25.1 | .486 | .000 | .625      | 7.2   | 1.1    | .8        | 1.0   | 10.5  |

## Vanjske poveznice
- Profil na NBA.com
- Profil  Arhivirana inačica izvorne stranice od 21. ožujka 2009. (Wayback Machine) na Basketball-Reference.com